# Mythimna seifersi
Mythimna seifersi là một loài bướm đêm trong họ Noctuidae.